# Zygmunt Heljasz
Zygmunt Heljasz (ur. 21 września 1908 w Poznaniu, zm. 12 czerwca 1963 tamże) – polski lekkoatleta, specjalista pchnięcia kulą i rzutu dyskiem.
Uczył się w Gimnazjum św. Marii Magdaleny w Poznaniu, gdzie zetknął się ze sportem. Reprezentując barwy klubu Warta Poznań, rozpoczął uprawianie sportu od boksu. W 1926 roku był mistrzem okręgu wielkopolskiego i wywalczył wicemistrzostwo Polski w wadze ciężkiej.
Od 1927 trenował lekką atletykę. Startował w rzutach, głównie w pchnięciu kulą. 29 czerwca 1932 w Poznaniu ustanowił rekord świata w pchnięciu kulą wynikiem 16,05 m.
Wystąpił na Igrzyskach Olimpijskich w Los Angeles 1932, gdzie zajął 9. miejsce w pchnięciu kulą i 13. miejsce w rzucie dyskiem. Wziął także udział w I. Mistrzostwach Europy w 1934 w Turynie, gdzie był siódmy w pchnięciu kulą i trzynasty w rzucie dyskiem.
Czternaście razy zdobywał mistrzostwo Polski:
- pchnięcie kulą – 1928, 1929, 1930, 1931, 1932, 1933 i 1934
- pchnięcie kulą oburącz – 1928 i 1929
- rzut dyskiem – 1931, 1932 i 1935
- rzut dyskiem oburącz – 1928
- rzut młotem – 1931

Pięć razy był wicemistrzem Polski:
- pchnięcie kulą – 1935
- rzut dyskiem – 1928, 1933 i 1934
- rzut młotem – 1928

Czterokrotnie zdobywał brązowe medale:
- rzut dyskiem – 1930
- rzut dyskiem oburącz – 1929
- rzut młotem – 1929 i 1932

Dwukrotnie (1933 i 1934) zwyciężał w mistrzostwach Wielkiej Brytanii w pchnięciu kulą
Czternaście razy ustanawiał rekordy Polski (11 razy w pchnięciu kulą i 3 razy w rzucie dyskiem).
Rekordy życiowe:
- pchnięcie kulą – 16,05 m
- rzut dyskiem – 49,09 m
- rzut młotem – 33,36 m

W 1936 został zdyskwalifikowany na rok przez PZLA. Do czynnego uprawiania sportu już nie powrócił. Zajął się pracą trenerską, najpierw w klubie Beerschot w Brukseli, a potem w Pogoni Katowice. W czasie okupacji był więźniem obozów koncentracyjnych Sachsenhausen i Groß-Rosen.
Po wojnie mieszkał w Szczecinie, gdzie był trenerem.
Zajął czwarte miejsce w Plebiscycie Przeglądu Sportowego 1932, a także w 1933.